# Jan Ostrowski (piłkarz)
Jan Ostrowski (ur. 14 kwietnia 1999 w Luksemburgu) – luksemburski piłkarz polskiego pochodzenia występujący na pozycji pomocnika w emirackim klubie Dubai City.

## Kariera klubowa
Ostrowski treningi rozpoczął w luksemburskim zespole FC Mondercange. Następnie grał w drużynie Racing FC Union Luksemburg, a w 2013 roku przeszedł do juniorów niemieckiego 1. FSV Mainz 05. W styczniu 2017 został natomiast zawodnikiem zespołu U-19 Eintrachtu Frankfurt. W 2018 roku odszedł do rezerw szwajcarskiego Grasshopper Club Zürich, grających w IV lidze.
Przed sezonem 2019/20 podpisał kontrakt z Miedzią Legnica prowadzoną przez Dominika Nowaka.

## Kariera reprezentacyjna
W 2013 roku Ostrowski zadebiutował w reprezentacji Luksemburga U-15. W 2015 roku wystąpił dwukrotnie w reprezentacji Polski U-17, a w 2014 roku ponownie zaczął reprezentować Luksemburg na arenie międzynarodowej. W latach 2014–2015 grał w jego kadrze U-17, a w kolejnych latach także w drużynach U-19 oraz U-21.
W seniorskiej reprezentacji Luksemburga zadebiutował 4 kwietnia 2017 w wygranym 2:1 towarzyskim meczu z Albanią. Na boisko wszedł w 90. minucie spotkania, zmieniając Davida Turpela.

## Życie prywatne
Ojciec Ostrowskiego jest Polakiem, który przed przeprowadzką do Luksemburga mieszkał w Aleksandrowie Łódzkim. Jego matka jest natomiast Luksemburką. Ostrowski ma dwa lata starszą siostrę Mirę.